# Reggenza di Batang
La reggenza di Batang (in indonesiano: Kabupaten Batang) è una reggenza dell'Indonesia, situata nella provincia di Giava Centrale.